# Pedro de Alvarado
Pedro de Alvarado y Contreras (Badajoz, Espanha, 1486 — Guadalajara, México, 4 de julho de 1541) foi um conquistador espanhol que participou da ocupação de Cuba e da expedição de Juan de Grijalva nas costa de Iucatã e do Golfo do México. É considerado como o conquistador de grande parte da América Central e do norte do Império Inca, junto com Sebastián de Belalcázar.
Era conhecido como um dos melhores soldados entre os conquistadores, bem como um dos mais cruéis para com a população nativa, sendo o responsável pelo episódio da conquista do México conhecido como massacre do Templo Maior, no qual muitos nobres astecas foram mortos e que conduziria aos acontecimentos da chamada Noite Triste.